# Bethlehem Shipbuilding Corporation
La Bethlehem Shipbuilding Corporation est une filiale de la Bethlehem Steel Corporation créée en 1905 lors de l'acquisition des chantiers navals Union Iron Works à San Francisco.